# Naundorf (Struppen)
Naundorf je vesnice, místní část obce Struppen v německé spolkové zemi Sasko. Nachází se v zemském okrese Saské Švýcarsko-Východní Krušné hory a má 464 obyvatel.

## Historie
Naundorf byl založen ve středověku jako lesní lánová ves. První písemná zmínka pochází z roku 1420, kdy je vesnice zmíněna jako Nuwendorff. Název pochází z němčiny a znamená „neues Dorf“, tedy Nová Ves. Pro odlišení od ostatních, stejně pojmenovaných vsí (jen v Sasku je uváděno na 40 Naundorfů) byla vesnice po roce 1875 označována jako Naundorf bei Pirna. Do té doby samostatná obec se v roce 1994 připojila k sousednímu Struppenu.

## Geografie
Naundorf leží severovýchodně od Struppenu v pískovcové oblasti Saského Švýcarska v meandru řeky Labe, na jejímž levém břehu se nachází. Území podél řeky Labe však náleží k pravobřežnímu Stadt Wehlen. Východně od vsi se nachází stolové hory Kleiner Bärenstein (338 m) a Großer Bärenstein (327 m). Mimo samotnou zástavbu náleží území Naundorfu k Chráněné krajinné oblasti Saské Švýcarsko. Západně od vsi, již mimo katastrální území, prochází labským údolím železniční trať Děčín–Drážďany. Nejbližší zastávkou je Stadt Wehlen na sever od vesnice. Naundorfem prochází Malířská cesta.

## Pamětihodnosti
- muzeum malíře Roberta Sterla (Robert-Sterl-Haus)
- charitní dům a rodinné letovisko „St. Ursula“ s římskokatolickou kaplí svaté Uršuly

## Osobnosti
- Robert Sterl (1867–1932), impresionistický malíř